# Dirk Gently

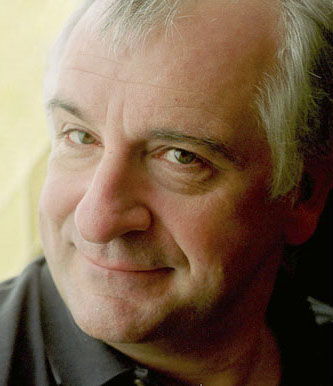
Douglas Adams, créateur de Dirk Gently

Dirk Gently est un personnage de fiction créé par l'écrivain anglais Douglas Adams. Héros de deux romans, Un cheval dans la salle de bains (Dirk Gently's Holistic Detective Agency) et Beau comme un aéroport (The Long Dark Tea-Time of the Soul), il est également le personnage principal d’un troisième titre, Le Saumon du doute (The Salmon of Doubt), inachevé à cause de la mort de son auteur. Dirk Gently a été adapté au théâtre, à la radio, à la télévision et en bandes dessinées.
C'est un détective, assez farfelu, embarqué dans des enquêtes le plus souvent absurdes.

## Personnage

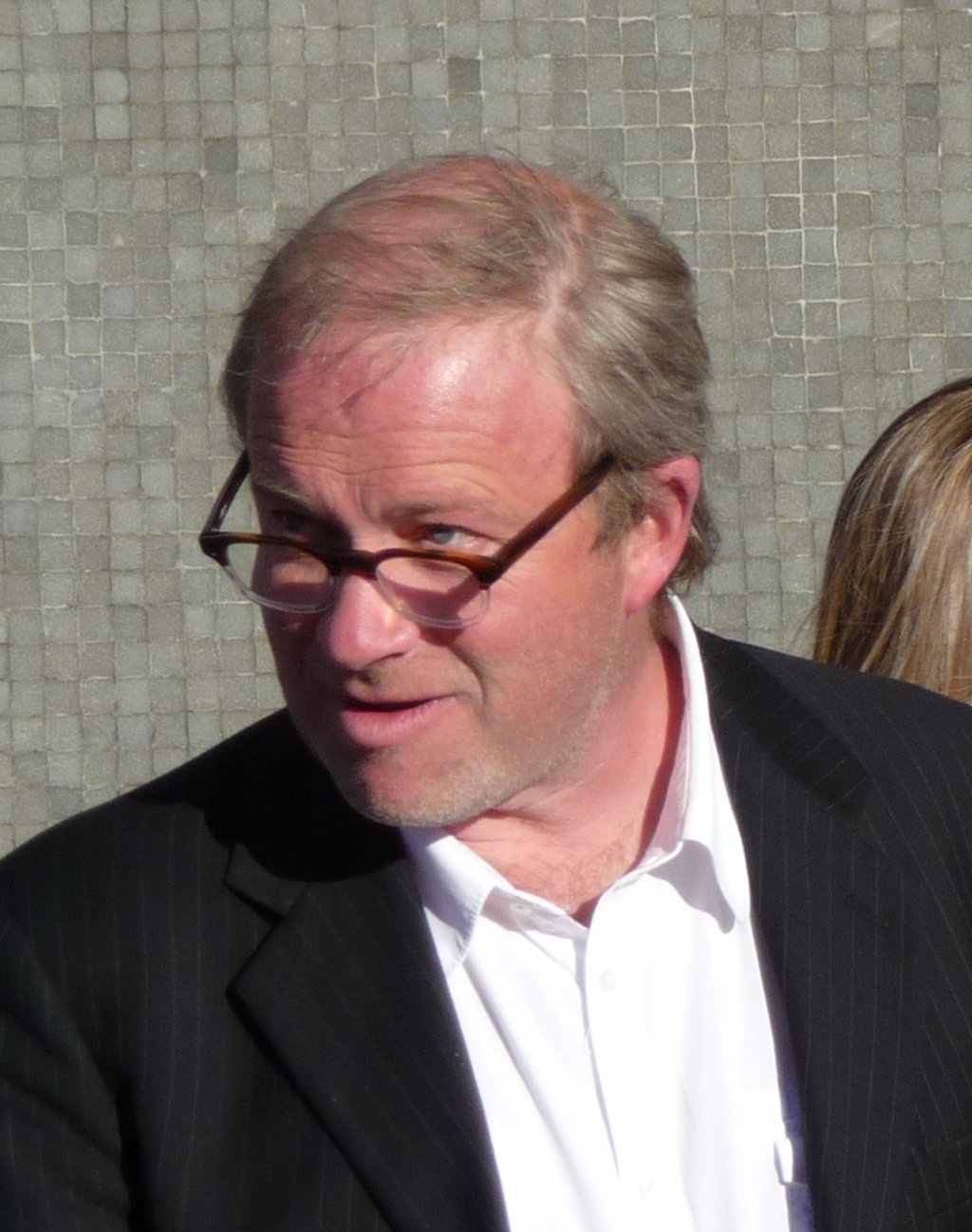
Harry Enfield interprète Dirk Gently dans l’adaptation radiophonique.

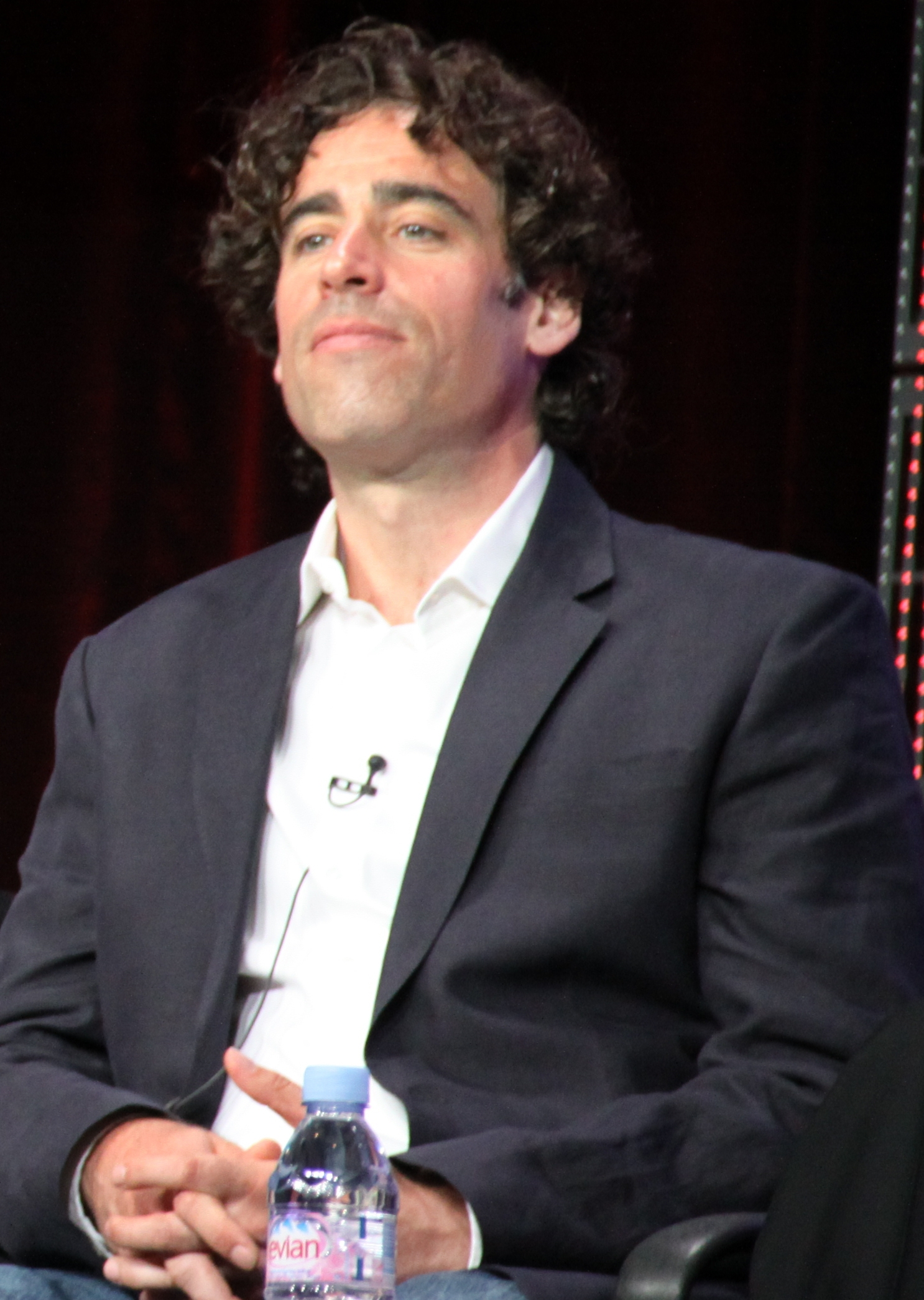
Le rôle est confié à Stephen Mangan pour la première série télévisée.

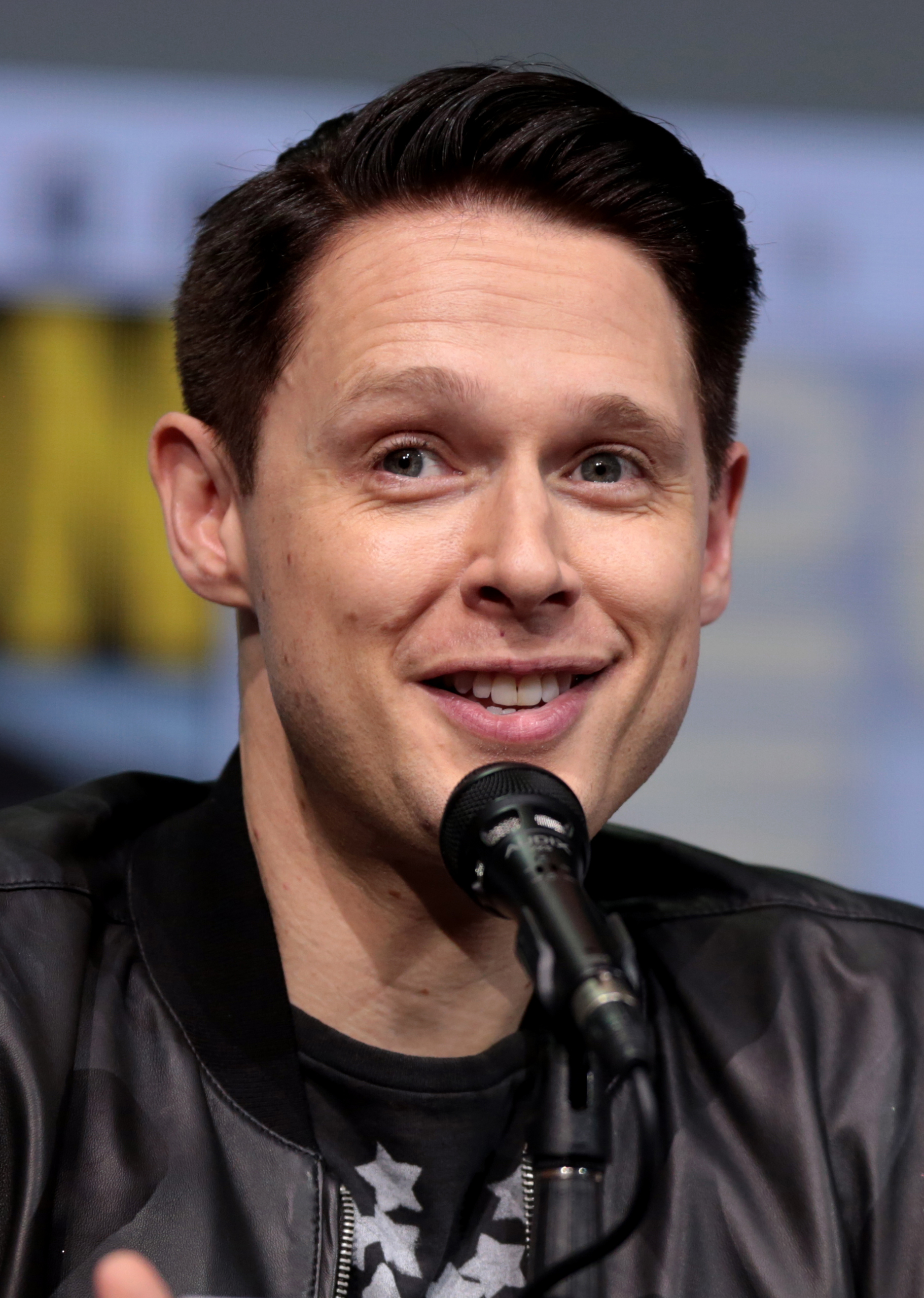
Le personnage prend les traits de Samuel Barnett dans la seconde série télévisée.

### Un détective holistique
Dirk Gently clame être un « détective holistique », ce qui signifie par là qu'il « croit à l'interconnexion fondamentale de toute chose » (une école de pensée qui se rapproche de la Théorie du chaos). Il applique en conséquence cette façon de penser dans ses enquêtes pour « résoudre le crime tout entier, et retrouver les disparus tout entiers ». Nul besoin de dire que ses méthodes d'investigations prennent alors des tournures souvent tordues et absurdes, incompréhensibles sauf pour lui-même, car chaque élément qui existe, même s'il n'a aucun rapport avec l'affaire en cours, en a paradoxalement forcément un. Ce qui lui donne de très bons prétextes pour faire monter le prix de ses factures (pour retrouver un chat, il a besoin de faire un voyage aux Bermudes), et certaines personnes le trouvent un peu escroc sur les bords. Dirk nie ces allégations en répliquant qu'on ne peut pas dire qu'il exploite les gens, puisque personne ne le paie jamais. En effet, tous les évènements qui lui arrivent se déroulent de telle façon qu'il n'est jamais payé.

### Description et profession
Dirk Gently est un homme d'âge mûr assez énigmatique, souvent vêtu d'un grand manteau de cuir, et coiffé d'un éternel chapeau assez laid. C'est un fumeur invétéré et qui a un certain penchant pour les pizzas. Il est excentrique en tout point, et il en est fier : il a une façon de parler souvent ampoulée, déroute les gens par ses cheminements logiques souvent absurdes, choisit de filer des personnes ou des voitures au hasard… De plus, une certaine nonchalance le caractérise : alors que ses affaires ne sont pas ce qu'il y a de plus lucratif, il continue de vivre au jour le jour, cherchant à chaque fois des combines pour éviter de payer le journal, ou son hystérique secrétaire, Janice Pearce, qui démissionnera plusieurs fois de son travail (à cause notamment d'une sordide histoire de calendrier). Son « Agence de détective holistique » se trouve dans un appartement miteux, si pauvre qu'il n'a même pas de chaise pour que ses clients puissent s'asseoir — nonobstant, il possède une très belle plaque à son nom à l'entrée. Dirk Gently reçoit assez peu de clients, et ses enquêtes n'ont rien de très ambitieux : sa publicité clame que « les chats disparus et les divorces difficiles sont la spécialité de l'agence ». Toujours est-il que malgré cet environnement peu reluisant, Dirk finit toujours par se retrouver face à des évènements extraordinaires, allant par exemple jusqu'au sauvetage de toute l'existence de la planète.

### Un détective d'exception
Dirk Gently, même s'il a tout l'air du parfait excentrique, et semble à moitié dérangé avec ses réflexions illogiques et ses méthodes étranges, est en fait un bon détective : quelle que soit la solution qu'il offre à une énigme, si improbable soit-elle, elle finit toujours par se révéler exacte. Ses déductions suivent un chemin de pensée assez enclin à croire à l'impossible, ce qui fait que lui seul détient la solution, car effectivement quelque chose d'impossible a souvent lieu quand il enquête. Il trouve que la citation de Sherlock Holmes « Une fois qu'on a éliminé l'impossible, alors ce qui reste, même le plus improbable, doit être la solution » présente une faiblesse : Dirk n'aime pas éliminer l'impossible. Dirk Gently semble attirer tout seul le surnaturel - un fait assez énervant pour lui qui n'aime pas forcément l'idée d'être toujours mêlé à des évènements paranormaux. C'est pourtant invariablement ce qu'il attire, d'autant qu'il semble avoir un curieux don de voyance (un fait qu'il nie absolument et qu'il met sur le compte de la coïncidence malheureuse). Ayant un jour parié qu'il arriverait à fournir sous hypnose les questions d'un futur examen, il étudia tout simplement, pour être un tant soit peu crédible, le type de questions posées lors de précédents examens. Le résultat fut qu'il fut mis en prison pour tricherie : il avait exactement révélé les questions qui tombèrent le jour de l'examen, à la virgule près.

## Autres remarques
- Dirk Gently n'est pas exactement le véritable nom du héros, c'est un pseudonyme. Son véritable patronyme serait Svald Cjelli (il aurait une ascendance roumaine, voire des vampires dans sa famille, rumeur qu'il fait courir sur lui). Il est également possible que ce ne soit pas non plus son vrai nom, mais celui sous lequel il était connu au Collège Saint-Cedd, car sa jeunesse antérieure nous est inconnue. Dirk aime porter ce nom, d'une part pour se détacher d'un passé peu glorieux et d'autre part parce qu'il a un "petit côté Écossais tranchant" qui lui plaît.
- Nous n'aurons jamais la fin du troisième roman qui le met en scène dans Le Saumon du doute, disponible dans le recueil Fonds de tiroir en France. Peut-être le personnage filé à la fin par Dick est-il Ford Prefect, issu de l'autre série de Douglas Adams, Le Guide du voyageur galactique, tous vivant dans la même ville, Islington ? Ce roman n'aurait jamais dû paraître sous cette forme : avant son décès, Douglas Adams avait confié dans une interview ne pas en être satisfait. Il prévoyait plutôt d'en réutiliser des éléments dans un sixième tome du Guide du voyageur galactique, qui ne vit jamais le jour.
- Ce personnage de roman a déjà été incarné à plusieurs reprises : par Michael Bywater lors d'une émission du South Bank Show consacrée à Douglas Adams (Michael Bywater est un ami de l'auteur, et selon ce dernier le personnage en serait en grande partie inspiré) ; par Scot Burklin pour l'adaptation théâtrale du premier roman ; par Harry Enfield qui lui prête sa voix pour l'adaptation radiophonique de la BBC Radio 4 de 2007 ; par Stephen Mangan pour la première série télévisée de 2010  puis par Samuel Barnett pour la deuxième série télévisée de 2016.

## Œuvres

### Adaptations
- Au théâtre, la pièce Dirk de James Goss et Arvind Ethan David est mise en scène depuis 1991 ;
- À la télévision, des scènes du premier roman sont adaptées pour le South Bank Show en 1992 sur ITV ;
- À la radio, les feuilletons Dirk Gently’s Holistic Detective Agency et The Long Dark Tea-Time of the Soul de Dirk Maggs sont diffusés entre 2007 et 2008 sur BBC Radio 4 ;
- À la télévision, la série Dirk Gently de Howard Overman est lancée en 2010 par un pilote suivi de trois épisodes en 2012 sur BBC Four ;
- En bande dessinée, la série Dirk Gently’s Holistic Detective Agency est publiée entre 2015 et 2017 par IDW Publishing ;
- À la télévision, la série Dirk Gently, détective holistique (Dirk Gently's Holistic Detective Agency) de Max Landis, est diffusée en deux saisons entre 2016 et 2017 sur BBC America.

### Adaptation radiophonique
- (en) Mini site de l’adaptation radio
- (fr) Page en français à propos de l’adaptation